# Karl von Abel
Pour les articles homonymes, voir Abel (homonymie).
Karl von Abel est un homme politique bavarois né le 17 septembre 1788 et mort le 3 septembre 1859.
Après avoir été membre consultatif du conseil de Régence du roi Othon Ier de Grèce, il est fait ministre de l’Intérieur du royaume de Bavière (de) de 1837 à 1847. Il est renvoyé à la suite de son refus d’accorder la nationalité bavaroise à Lola Montez, maîtresse de Louis Ier de Bavière. Sa politique est anti-protestante et favorable à l’absolutisme.